# 楊厝社區
楊厝社區（舊名為楊厝寮），位於台灣雲林縣麥寮鄉的西北方，東與麥津村之保安林聚落及崙後村為鄰，南與麥津村及本村的外湖寮（義和）相隔，西和同為海豐村之中溪（忠和）的杉仔腳為鄰，北和後安村相鄰。楊厝寮現有人口約五百餘人，社區面積約近七萬平方公尺約有九成以上人家皆務農。近年來由於人口外流，家鄉只留老一輩人家。因地層下陷，田地種植不易，所以大部以種植綠肥為主，以領取政府的轉作補助金。有近十戶人家養豬，都是設有廢水處理場的養豬戶。

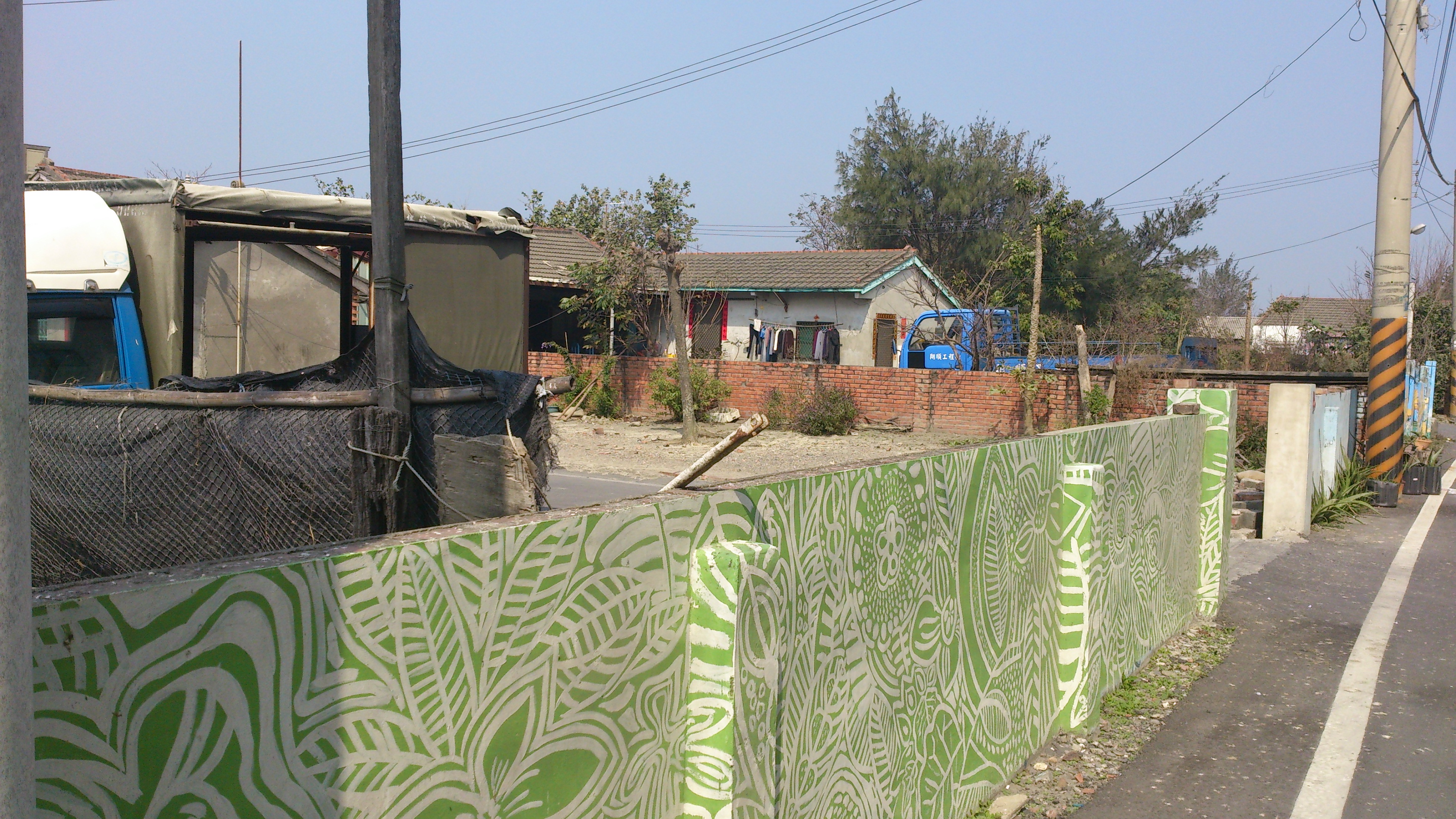
「楊厝社區」內的彩繪牆

2013雲林農業博覽會期間獲選為百大亮點。

## 地名由來
麥寮鄉昔日為洪雅族南社及貓兒干社的活動範圍，漢人的開墾重心是海豐港，康熙年間該港已成沿岸貿易門戶之一，因此乾隆年間建立一堡，稱「海豐港堡」，至光緒十四年（1888年）省略港字，簡稱「海豐堡」，楊厝寮地理位置即昔日的海豐港街郊。經乾隆及道光年間之洪水氾濫已不復舊貌，港口淤塞、海岸線西移，形成海埔新生地，先民就在這部落築寮養牧羊群，故得「羊厝寮」一名。後來因時代變遷經口傳及筆誤才成今日之「楊厝寮」。
另一說法，當時還在海豐堡的時代，有一楊姓秀才居住於現今楊厝寮部落的地方，故有「楊厝寮」之稱。
到了民國六十年代（1970年代）初，由部落內紀財老先生有鑑於地方派系之對立（林、許派）非常強烈，每遇大小選舉都有仇恨之對立、甚至有流血事件發生，於是透過戶政單位申請更改，為求地方能和諧，於是將地名改為「永和」，中溪部落改為「中和」，寮仔改「平和」，外湖寮改「義和」，沿用至今，但大家還是以舊地名稱之，新地名只成公家機關及郵件之用。

## 社區歷史
楊厝社區原是民國62年（1973年）政府十年計畫海豐社區的一部分，民眾因鑒於十年計畫社區規劃工程的經費微少，且海豐村內地廣人稀，居民分散，無法達到實際目標，故於民國75年（1986年）向上級有關單位極力爭取，另規劃成立一處新社區。當時省政府核准增列為民國77年（1988年）的新開發社區，並於民國76年（1987年）七月開始規劃動工。
2005年4月，在麥寮鄉農會的協助指導下，更受到雲林縣文化局的青睞遴選為雲林縣八個社區的總體營造點之一。

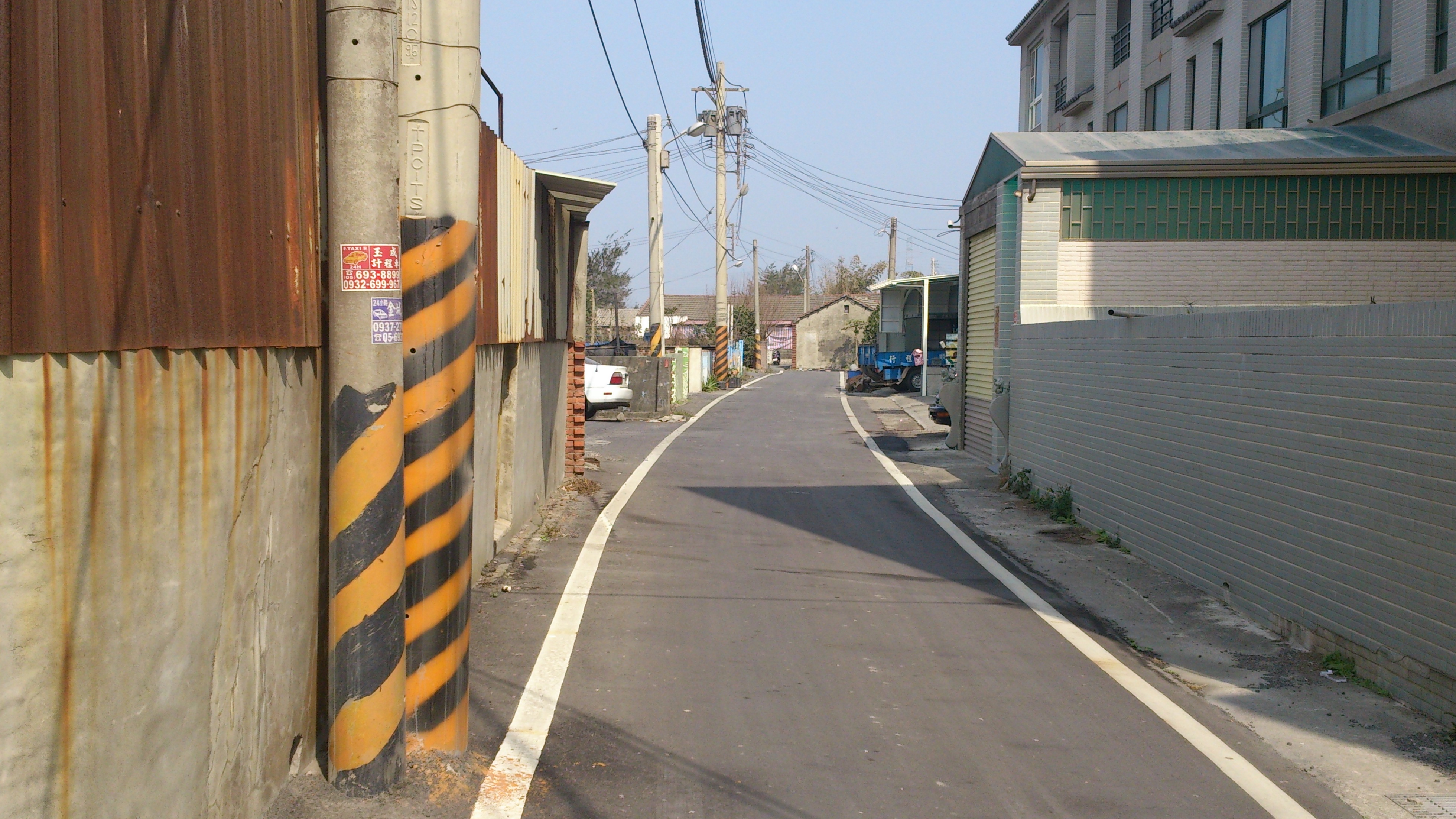
「楊厝社區」的街道一景

2013年，因舊名為「羊厝」，因此曾獲得台北美術獎首獎的藝術家任大賢偕村民同心協力，將廢棄的大理石創作為羊隻的公共藝術品，藉由彩繪之後裝設在社區內各處成為景觀。

## 在地習俗
- 駛犁歌陣：早在日治時代「楊厝寮」曾有駛犁歌陣，但現已失傳。
- 金獅陣：興盛於1950年代，但沒落於1980年代。
- 陳聖王爺聖誕（農曆十月初三）：於這一天會在廟口舉辦慶祝活動。（通常有歌仔戲、布袋戲、遊樂台、摸彩等活動）

## 學校

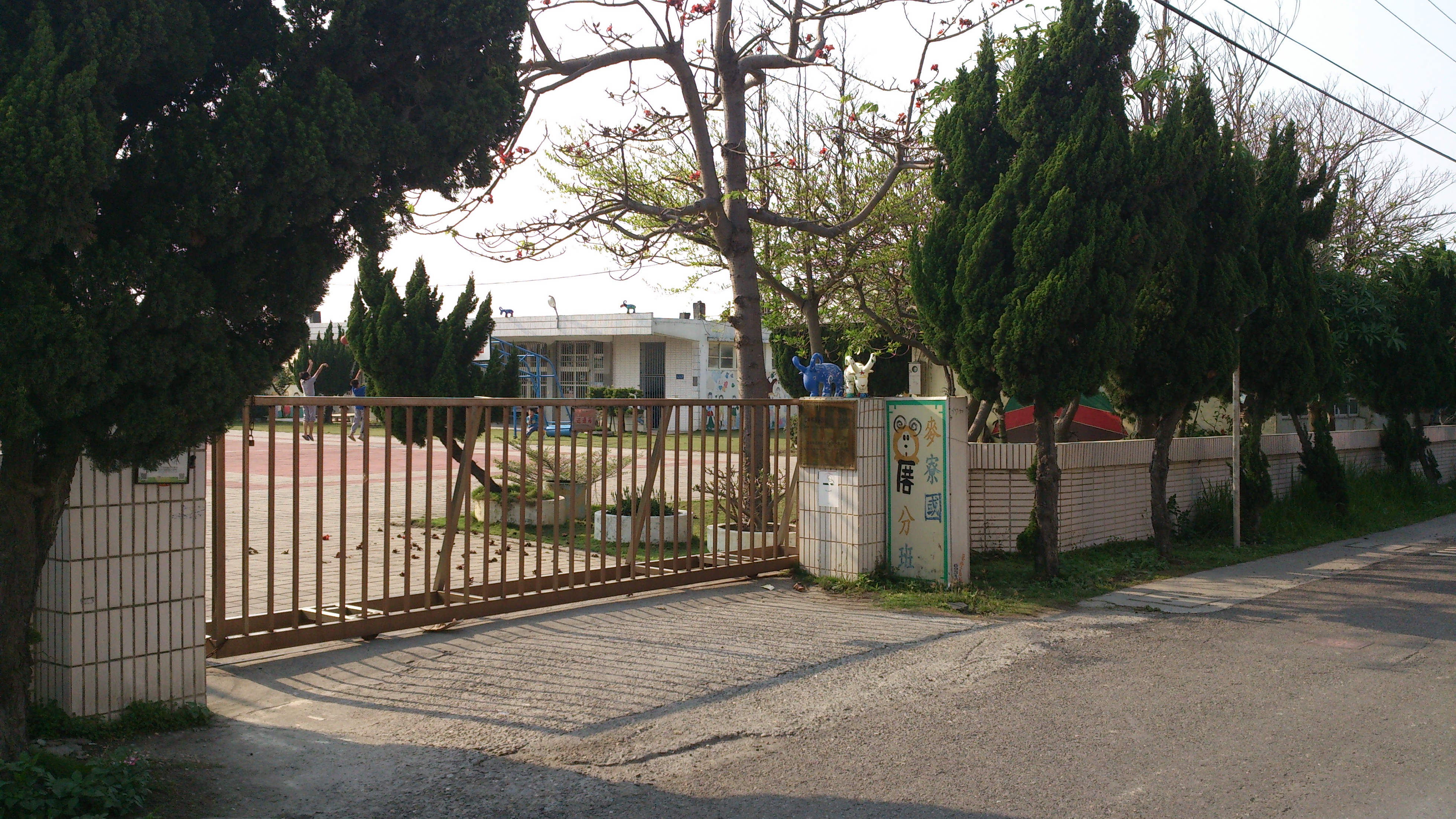
麥寮國小楊厝分班

- 雲林縣麥寮鄉麥寮國民小學海豐分校

## 景點

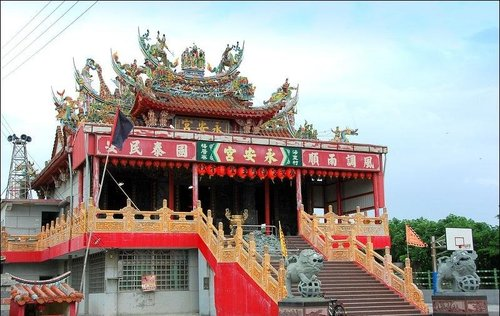
楊厝永安宮

- 楊厝永安宮楊厝永安宮

## 外部連結
- 楊厝社區的Facebook專頁
- 雲林縣楊厝數位機會中心
- 楊厝社區網[永久]
- 楊厝社區youtube影音